# Demetrio Cosola
Demetrio Cosola (San Sebastiano da Po, 22 settembre 1851 – Chivasso, 27 febbraio 1895) è stato un pittore italiano.

## Biografia

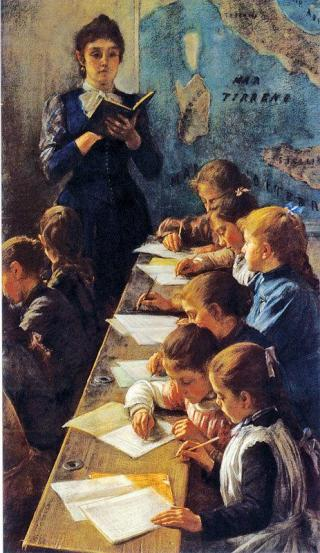
Il dettato, 1891

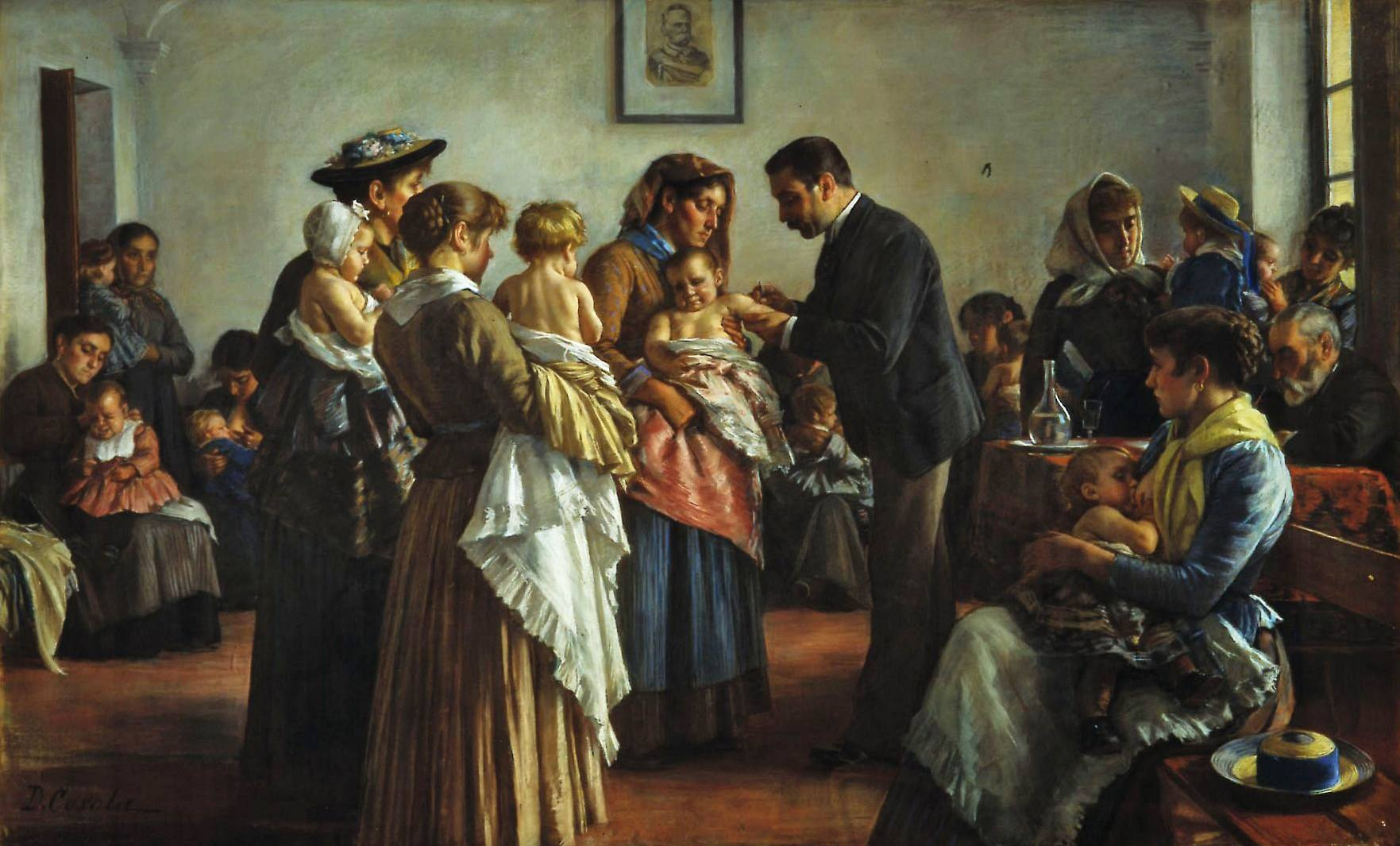
La vaccinazione nelle campagne, 1894

Nato a San Sebastiano, visse per tutta la vita tra Chivasso, dove si era trasferito con la famiglia all'età di 7 anni, e Torino.
A diciott'anni comincio a frequentare l'Accademia Albertina. Fu allievo di Andrea Gastaldi, che insegnava pittura, e divenne amico di un altro insegnante, Antonio Fontanesi.
Nel 1873 cominciò ad esporre, ma inizialmente senza grandi successi.
Nel 1884 fece ritorno all'Accademia, come assistente dapprima di Gastaldi, poi - dopo la morte di questi nel 1889 - di Pier Celestino Gilardi.
Morì nel febbraio del 1895 di polmonite, contratta durante l'allestimento delle mostre del circolo degli artisti torinese per il Carnevale.
Cosola fu pittore piuttosto prolifico: nonostante la breve vita, si contano circa 200 paesaggi, altrettanti ritratti e un centinaio di quadri di altro genere.
Suoi soggetti preferiti sono la natura e la vita quotidiana delle persone comuni, frequentemente anche dei bambini. Sebbene ritenuto un artista minore, viene considerato uno dei principali esponenti del verismo piemontese. Le sue opere sono conservate principalmente a Torino e Chivasso. Tra le sue opere principali, Il dettato (1891) è conservato alla Galleria civica d'arte moderna e contemporanea del capoluogo piemontese; Dolori inattesi (1895) è a Chivasso, in una collezione privata; Al sole (1884) si trovava a Palazzo Reale di Torino, ma è andato distrutto in un incendio nel 1997; La vaccinazione, chiamato anche La vaccinazione nelle campagne (1894) è anch'esso conservato a Chivasso, nel Municipio.
Quest'ultimo, un pastello di grande formato di cui esistono numerosi disegni, un bozzetto a olio e una versione in formato ridotto conservata all'Ospedale Maria Vittoria, oltre che per il valore artistico, è importante anche per quello storico: Chivasso fu il primo comune piemontese a istituire la vaccinazione obbligatoria contro il vaiolo.